# اسکیتون
اسکیتون (به انگلیسی: Skeyton) یک روستا و محله مدنی در بریتانیا است که در North Norfolk واقع شده‌است. اسکیتون ۵٫۲۸ کیلومتر مربع مساحت و ۲۰۷ نفر جمعیت دارد.